# 悪漢バスコム
『悪漢バスコム』（Bad Bascomb）は1946年のアメリカ合衆国の映画。出演はウォーレス・ビアリーなど。

## キャスト
※括弧内は日本語吹替（初回放送1967年2月18日『土曜洋画劇場』）
- バスコム：ウォーレス・ビアリー（金井大）
- エミー：マーガレット・オブライエン（栗葉子）
- アビー：マージョリー・メイン
- バート：J・キャロル・ネイシュ
- ドーラ：フランシス・ラファーティ
- イライジャ：ラッセル・シンプソン
- ジミー：マーシャル・トンプソン
- ウィントン知事：ヘンリー・オニール
- ティリー：サラ・ヘイデン
- 長老：フランク・ダリエン

## スタッフ
- 監督：S・シルヴァン・サイモン
- 製作：オーヴィル・O・ダル
- 脚本：ウィリアム・リップマン、グラント・ギャレット
- 撮影：チャールズ・シェーンバウム
- 音楽：デヴィッド・スネル